# Festival de Sanremo 1951
O Festival de Sanremo 1951 foi realizado entre 29 a 31 de janeiro de 1951.
A organização do evento e sua conduta não tinha nada a ver com o sucesso dos próximos anos. Os cantores se apresentavam no palco enquanto o público foi organizado em mesas entre os que se ficavam os empregados atarefados a trazer bebidas.
Este primeiro festival não obteve um grande sucesso e até mostrou um certo desinteresse pela música por parte dos italianos, muitos acreditam que isso foi devido aos efeitos da guerra.

## Participantes
1. Grazie dei fiori (Gian Carlo Testoni-Mario Panzeri-Saverio Seracini) Nilla Pizzi = 50 votos
2. La luna si veste d'argento (Vittorio Mascheroni-Biri) Nilla Pizzi e Achille Togliani = 30 votos
3. Serenata a nessuno (testo e musica di Walter Colì) Achille Togliani = 20 votos

- Al mercato di Pizzighettone (Nino Ravasini-Aldo Locatelli) Achille Togliani  e Duo Fasano
- Eco tra gli abeti (letra de Enzo Bonagura; música de Carlo Alberto Rossi) Nilla Pizzi e Achille Togliani
- Famme durmi' (Virgilio Panzuti-Danpa) Achille Togliani e Duo Fasano
- La cicogna distratta (Carrel-Aldo Valleroni-Da Rovere) Duo Fasano
- La margherita (Ester B. Valdes) Nilla Pizzi e Duo Fasano
- Sedici anni (Livio Gambetti-Mario Mariotti-Astro Mari) Achille Togliani
- Sotto il mandorlo (letra de Gian Carlo Testoni e Mario Panzeri; música de Carlo Donida - edição musical Radio Record Ricordi) Duo Fasano

### Semi-finalistas
- È l’alba (Gian Carlo Testoni-Armando Trovajoli) Nilla Pizzi
- Ho pianto una volta sola (Dino Olivieri-Pinchi) Nilla Pizzi
- Mai più (Renato Fuselli-Filippo Rolando) Achille Togliani
- Mani che si cercano (Gino Redi-Giovanna Colombi) Achille Togliani
- Mia cara Napoli (Mario Ruccione-Salvatore Mazzocco) Nilla Pizzi
- Notte di Sanremo (Enzo Luigi Poletto) Nilla Pizzi
- Oro di Napoli (Angelo Brigada-Umberto Bertini) Nilla Pizzi
- Sei fatta per me (Giovanni Fassino-Guido Quattrini) Achille Togliani e Duo Fasano
- Sorrentinella (Saverio Seracini-Arrigo Giacomo Camosso) Duo Fasano
- Tutto è finito (Danilo Errico-Otello Odorici-Sergio Odorici) Nilla Pizzi

## Regulamento
Apresenta-se 10 canções uma noite, para os primeiros dois dias. No final de cada noite, o público vota e decide quais são as cinco canções que têm acesso à final e que são descartados. Durante a noite, é a terceira final, onde os votos do público para decidir a canção vencedora. Serão anunciadas as três primeiras posições na classificação final.
Os artistas no palco, que trouxeram as 20 músicas concorrentes foram: Nilla Pizzi, Achille Togliani e o Duo Fasano.

## Orquestra
"Della Canzone", realizada pelo maestro Cinico Angelini.